# 天主教拿騷總教區
天主教拿騷總教區（拉丁語：Archidioecesis Nassaviensis）是羅馬天主教在巴哈馬一個教省總教區，下轄一個教區、一個自治傳教區。
2004年有教友48,168人，佔轄區總人口15.0%。教區下轄三十個堂區，有廿九名司鐸。現任教區總主教為博德·克里斯多福·平德爾。
1929年3月21日成立巴哈馬宗座監牧區，1941年1月15日升為代牧區，1960年7月5日升為教區。1999年6月22日升為總教區。